# Тиберий Полений Армений Перегрин
Тиберий Полений Армений Перегрин (на латински: Tiberius Pollenius Armenius Peregrinus) е политик и сенатор на Римската империя през 3 век.
Перегрин произлиза от висша аристократична фамилия, която е близка със Северите. Син е на Луций Армений Перегрин (претор през 213 г. и арвалски брат) и брат на Армений Титиан (арвалски брат 240 г.). Баща е на Поления Хонората. Перегрин е осиновен от Полений Авспекс, който през 193/194 – 195 г. e управител на провинция Долна Мизия и суфектконсул по времето на император Комод.
Преди 244 г. Перегрин е проконсул на Ликия и Памфилия или на Азия. През 244 г. става консул заедно с Фулвий Емилиан.